# Premier ministre de Tasmanie
Le Premier ministre de Tasmanie (en anglais, simplement Premier of Tasmania) est le chef du gouvernement de l'État de Tasmanie en Australie. 
Par convention, le parti ou groupement politique qui a la majorité du soutien à l'Assemblée élit son chef au poste de Premier ministre. Le politicien ainsi désigné est alors invité par le gouverneur de Tasmanie pour être le conseiller principal.

## Histoire
Avant les années 1890, il n'y avait pas de formation partisane en Tasmanie. Les étiquettes politiques à cette époque indiquent une tendance générale. L'actuelle convention selon laquelle le Premier ministre doit être nommé depuis l’Assemblée n'a pas été appliquée avant 1920. Auparavant, les Premiers ministres étaient souvent nommés au sein du Conseil législatif.

## Sources
1. 1 2  Premier and Leader of the Opposition, Tasmanian Parliamentary Library.

## Compléments